# Храм Новомучеников и Исповедников Церкви Русской на Лубянке
Храм Воскресения Христова и Новомучеников и исповедников Церкви Русской — православный храм в Москве, в ставропигиальном Сретенском монастыре Русской православной церкви.
Построен в 2014—2017 годах как «храм на крови» в честь новомучеников и исповедников Церкви Русской. Представляет собой пример современной российской храмовой архитектуры. Автор проекта — архитектор Дмитрий Смирнов.
Пятиглавый храм имеет высоту 61 м и вмещает около 2000 человек. Стены облицованы владимирским известняком, украшенным резьбой. В состав храмового комплекса входит верхний храм Воскресения Христова и новомучеников и исповедников Церкви Русской, нижний храм святого Иоанна Предтечи и двенадцати апостолов, ряд дополнительных помещений и подземная автостоянка. Имеется возможность проводить службы под открытым небом на площади перед храмом.

## История

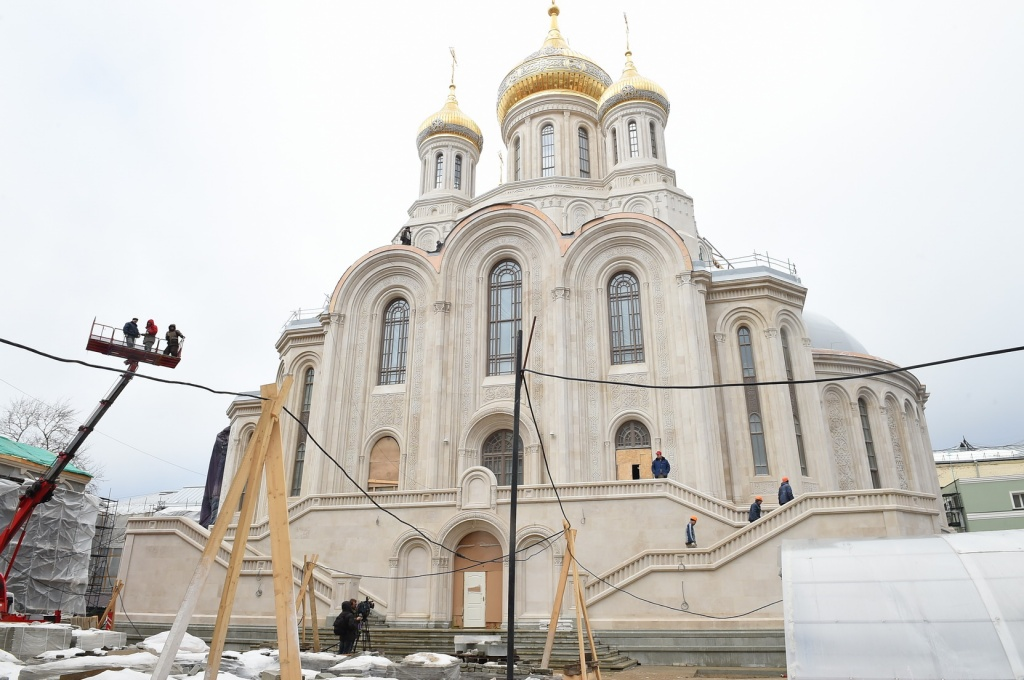
Храм в завершающей стадии строительства в феврале 2017 г.

В советское время Сретенский монастырь был закрыт, там разместилось общежитие НКВД. Часть построек монастыря была снесена. На его территории проводились расстрелы.
Весной 2011 года патриарх Кирилл высказался за увековечение на территории Сретенского монастыря памяти погибших за веру в годы гонений на Церковь: «Самым лучшим было бы построить здесь, на этой омытой кровью земле, храм, который был бы храмом, посвящённым новомученикам и исповедникам российским».
С 3 октября по 10 декабря 2012 года проходил открытый конкурс проектов храма. К проектам предъявлялись следующие требования: хорошая вместительность (около 2000 человек), возможность проведения богослужений под открытым небом, возможность совершения крестного хода по галерее вокруг храма, наличие большого количества дополнительных помещений и подземной автостоянки. На конкурс было представлено 48 проектов. Победитель был объявлен в начале марта 2013 года, им стал проект ИП «Мастерская Смирнова», второе место занял «Моспроект-2». Согласно эскизному проекту Дмитрия Смирнова и Юрия Купера, новое здание превосходило по высоте существующий храм монастыря примерно на 10 м, а его площадь составляла более 10 тыс. м². Помимо собственно храма, проект предусматривал большое количество дополнительных помещений: казначейство, экономический отдел, переговорная, архив и склад антиалкогольной продукции[прояснить], швейный цех и другие. В подземном пространстве разместится парковка на 90 автомобилей. В мае 2013 года первоначальное предполагавшееся название — храм Новомучеников и Исповедников Российских на крови, что на Лубянке — изменено в связи с изменением наименования соответствующего праздника.
Осенью 2013 года планы осуществления проекта вызвали критику со стороны защитников исторического наследия, представителей архитектурного сообщества и части местных жителей. Строительство храма предусматривало снос нескольких строений монастыря, четыре из которых имели статус «ценных градоформирующих объектов». Против сноса застройки и строительства нового храма выступили представители Всероссийского общества охраны памятников истории и культуры (ВООПиК). Глава совета московского отделения ВООПиК Владимир Хутарев-Гарнишевский отмечал, что его строительство нарушит «принципы сохранения исторического наследия и уважения к духовной и материальной культуре России»; он указывал, что при новом строительстве пострадает и ценный археологический пласт, сохранившийся с XIV века. Движение «Архнадзор» обращало внимание, что возведение здесь новых зданий прямо противоречит законодательству, так как в 2010 году территория монастыря была признана охранной зоной объекта культурного наследия. Константин Михайлов отмечал, что 40-метровое здание станет новой высотной доминантой района и разрушит исторический облик Рождественского бульвара.
С целью изменения границ охранной зоны памятника глава Москомнаследия Александр Кибовский обратился с соответствующим письмом к министру культуры Владимиру Мединскому. В ноябре 2013 года комиссия Москомнаследия одобрила снос шести монастырских строений для освобождения места под строительство. 19 декабря исторические постройки были снесены.
28 декабря 2013 года, в день памяти священномученика Илариона, патриарх Кирилл освятил место строительства храма. Перед началом строительства были проведены археологические работы. 8 сентября 2016 года, в престольный праздник — Сретения Владимирской иконы Божией Матери, были освящены и установлены главный купол и крест нового храма. Росписи в храме были выполнены группой из примерно 30 художников под руководством Дарьи Шабалиной и Михаила Леонтьева.
25 мая 2017 года, в праздник Вознесения Господня, патриарх Кирилл совершил великое освящение храма и провёл в нём первую божественную литургию. На торжественной церемонии присутствовал президент России Владимир Путин и митрополит Восточно-Американский и Нью-Йоркский Иларион (Капрал) и другие иерархи Русской зарубежной церкви. После освящения храма патриарх Кирилл вместе с духовенством прошли крестным ходом в монастырский собор Сретения Владимирской иконы Божией Матери и перенесли оттуда в новый храм мощи небесного покровителя монастыря священномученика Илариона (Троицкого). В конце церемонии Владимир Путин преподнёс в дар храму икону Иоанна Крестителя XIX века.

## Архитектура и оформление

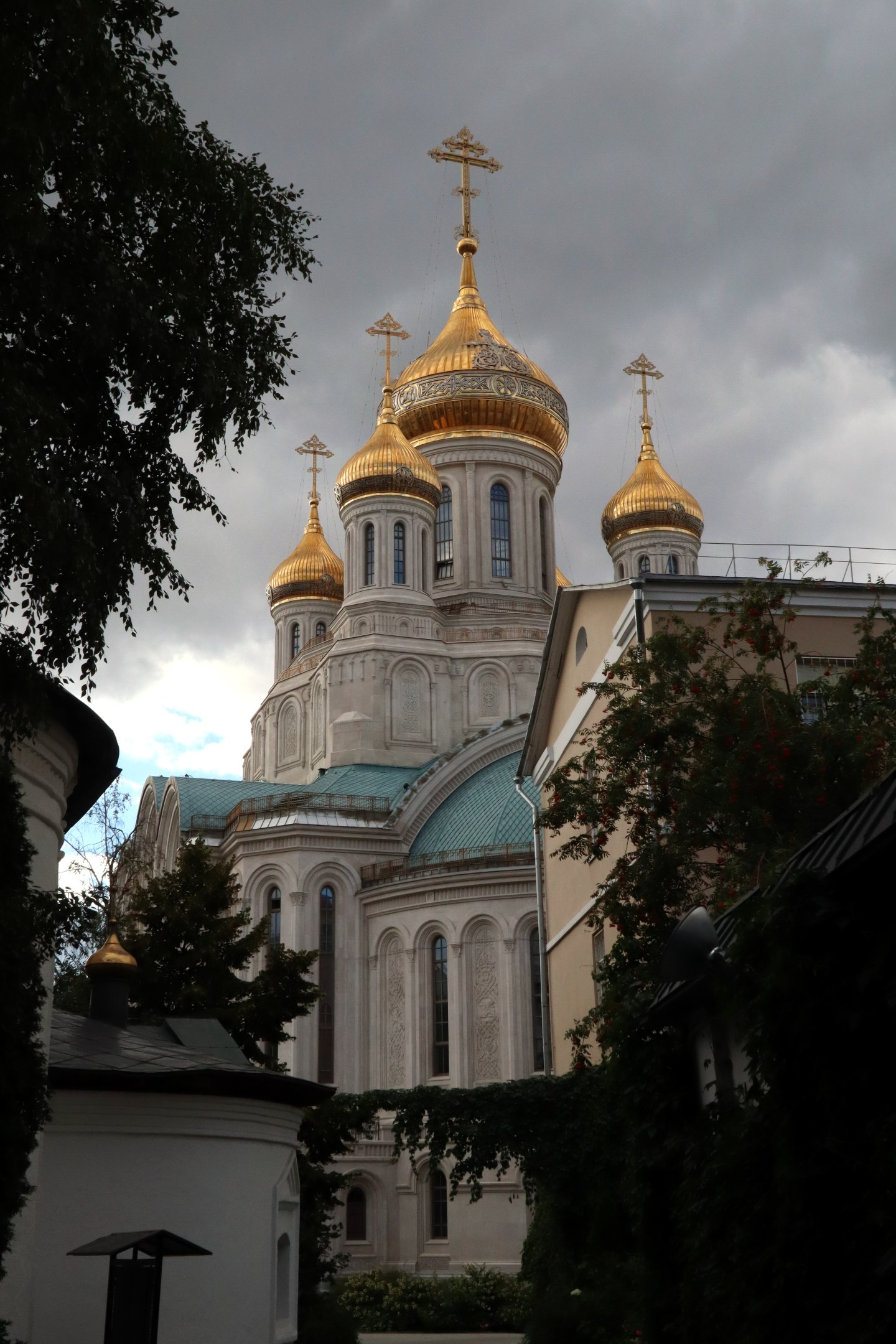
Вид на храм от входа в монастырь, 2022 г.

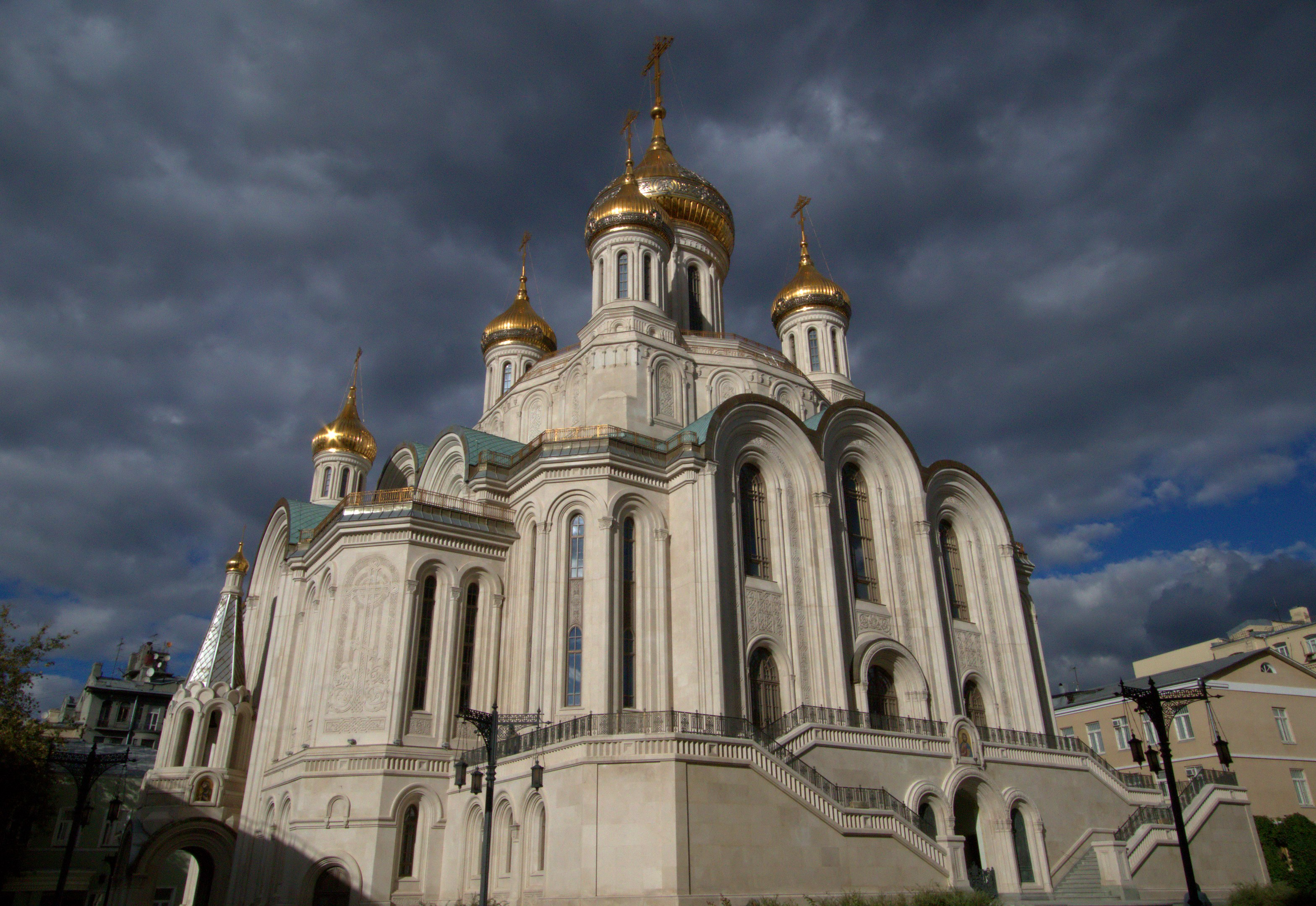
Храм Новомучеников, 2022 г.

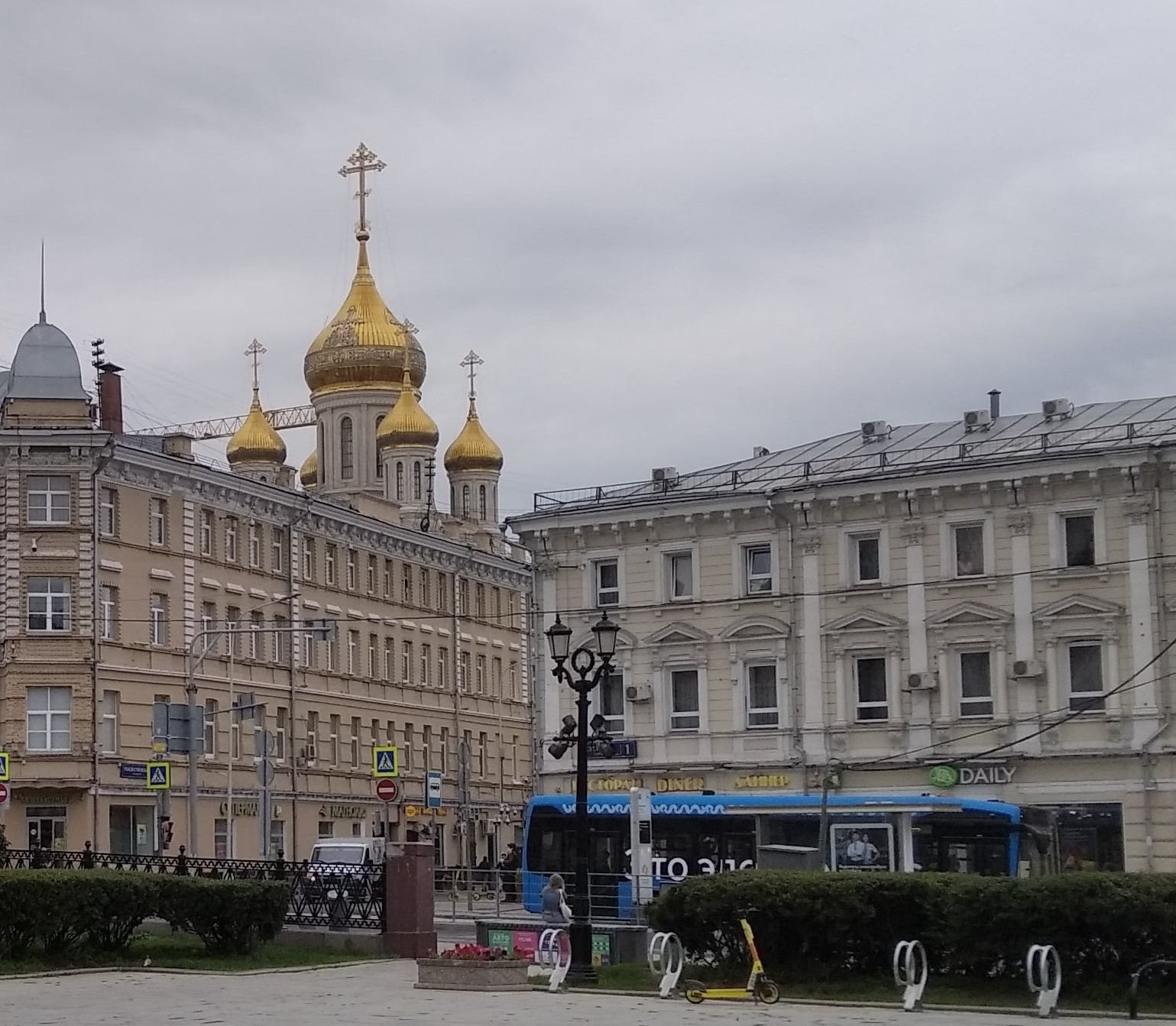
Вид на купола храма со стороны площади Сретенских Ворот (2024)

Храм заметно отличается от первоначального проекта. Он имеет высоту 61 м и рассчитан на 2000 человек. Храм построен из бетона с использованием кирпича. Облицован храм известняком из Владимирской области, украшенным резьбой в виде орнаментальной вязи. На портале храма установлены бронзовые рельефы патриарха Тихона и архиепископа Илариона. Основной объём перекрыт монолитным железобетонным куполом площадью 334 м² и диаметром 18,5 м. Храм увенчан пятиглавием.
Храмовый комплекс имеет пять уровней и оборудован четырьмя лифтами. На верхнем уровне размещается храм Воскресения Христова и Новомучеников и исповедников Церкви Русской. На его стенах — росписи с ликами новомучеников. В апсиде изображена Тайная вечеря, где присутствуют как апостолы, так и новомученики. Иконостас сделан невысоким, в византийском стиле. Нижний храм посвящён святому Иоанну Предтече и двенадцати апостолам, в его центре находится большой баптистерий (купель для крещения взрослых и детей). Стенки купели покрыты смальтовой мозаикой. Росписи нижнего храма посвящены теме вхождения в церковь и подвигу святых апостолов. Общая площадь росписей составляет 6 тыс. м². Помимо храмов, в состав комплекса входят галерея для братии, трапезная, аудитории для катехизаторских курсов, помещения для воскресной школы, редакции портала «Православие.ru», музея Туринской плащаницы, музея новомучеников, конференц-зал, ризничная, котельная и т. п.
Снаружи расположено большое патриаршее крыльцо, которое может выполнять функцию алтаря во время богослужений под открытым небом (площадь перед храмом вмещает до 7000 человек). У входа в храм — небольшая шатровая колокольня с одним колоколом.